# Велика Весь (Меховський повіт)
Велика Весь (пол. Wielka Wieś) — село в Польщі, у гміні Ксьонж-Великі Меховського повіту Малопольського воєводства.
Населення — 255 осіб (2011).
У 1975-1998 роках село належало до Келецького воєводства.

## Демографія
Демографічна структура станом на 31 березня 2011 року:
|          | Загалом | Допрацездатний вік | Працездатний вік | Постпрацездатний вік |
| -------- | ------- | ------------------ | ---------------- | -------------------- |
| Чоловіки | 127     | 29                 | 78               | 20                   |
| Жінки    | 128     | 18                 | 75               | 35                   |
| Разом    | 255     | 47                 | 153              | 55                   |